# Mihaloğlu
Mihaloğlu (de vegades Mikhal Oğlu, antiga grafia Mikhal Oghlu o Mikhal-oghlu) fou una família otomana noble originada en un grec que governava Txirmenkia (en turc Harmankaya, actualment Harmanköy) al peu del mont Olimp, que va agafar el nom de Köse Mikhal Abd Allah i va servir als otomans sota Osman I i Orhan. Podria ser un paleòleg i hauria estat emparentat a la casa de Savoia de França. Va ser una de les famílies nobles otomanes més notables dels primers temps, junt als Malknoç-oğlu (abans Markovitx), Evrenos-oğlu, Timurtash-oğlu i Turakhan-oğlu. La família tenia béns a Bulgària i existeix fins al dia d'avui.
Köse Mikhal Abd Allah va morir a Edirne després del 1361. Els seus feus hereditaris eren a la vora d'Edirne, Bunyar Hisar, Tirnovo, Kirkkilise i Vize. Va deixar dos fills Mehmed Beg i Yakhshi o Bakhshi. Mehmed fou visir sota Musa Çelebi i beglerbegi de Rumèlia i era amic íntim del xeic Badr al-Din de Simaw, el cap de la revolta comunista del 1416. Va morir executat el 1422 a Iznik.
El seu fill Khidr Beg va participar en les guerres sota Murat II i va morir el 1465 deixant tres fills: Gazi Ali Beg, Gazi Iskandar Beg i Gazi Bali Beg; el primer va lluitar contra Vlad l'Empalador el 1461 i contra Uzun Hasan el 1473; el primer i el segon van fer junt incursions a Hongria el 1475; Gazi Ali va manar també als akindjis davant Shkodër el 1476 i més tard va lluitar a Transsilvània; hauria mort el 1492 a Villach (Caríntia) on fou derrotat pel comte Khevenhüller (altres fonts donen la seva mort a Pleven algun temps després) Iskandar beg va ser sandjakbegi de Bòsnia (1475 - 1485) i va dirigir la cavalleria lleugera. Va ser fet presoner el 1490 a la campanya de Karaman on havia perdut un fill, Mikhal Beg, que era governador de Kaysariyye; fou enviat presoner a Egipte; va morir vers 1498.
Un Mehmed Beg Mikhal-Oğlu s'esmenta com a sandjakbegi de Bòsnia el 1492 i seria un personatge diferent d'un altre del mateix nom que fou sandjakbegi de Bòsnia el 1542 i mort el 1543. Al final del segle xvi encara s'esmenta un Ahmed Beg Mikhal-Oğlu, probablement el darrer cap hereditari dels akindjis.